# Ключевка (приток Угры)
Ключевка — река в России, протекает по Ельнинскому району Смоленской области. Устье реки находится в 374 км от устья Угры по левому берегу. Длина реки составляет 13 км. Вдоль течения реки расположены деревня Шупарня Коробецкого сельского поселения, деревни Стайки, Пронино, Голубев Мох Пронинского сельского поселения.

## Данные водного реестра
По данным государственного водного реестра России относится к Окскому бассейновому округу, водохозяйственный участок реки — Угра от истока и до устья, речной подбассейн реки — Бассейны притоков Оки до впадения Мокши. Речной бассейн реки — Ока.
Код объекта в государственном водном реестре — 09010100412110000020484.

### Притоки
(указано расстояние от устья)
- 5 км: река Селешенка (лв)